# Tử Sản
Tử Sản (chữ Hán: 子產; ? - 522 TCN), họ Cơ, thị Quốc, tên Kiều (侨), biểu tự Tử Sản, còn có tự là Tử Mỹ (子美), còn gọi là Công Tôn Kiều (公孙侨), Công Tôn Thành tử (公孙成子), Đông Lý Tử Sản (東里子產), Quốc Tử (国子), Quốc Kiều (国侨), Trịnh Kiều (郑乔), là nhà cải cách kinh tế, xã hội, chính trị quan trọng của nước Trịnh thời Xuân Thu trong lịch sử Trung Quốc.
Thời gian chấp quyền nước Trịnh, ông chủ trương bảo vệ quyền lợi của con dân nước Trịnh, cải cách nội chính, ngoại giao mềm mỏng, được dân chúng đương thời cực kì vị nể, là hình tượng Tể tướng cực kì nổi tiếng trong lịch sử Trung Quốc. Vương Nguyên đời nhà Thanh gọi ông là Xuân Thu đệ nhất nhân (春秋第一人).

## Tiểu sử
Tử Sản người tộc Quốc thị, danh xưng Công Tôn vì là cháu của Trịnh Mục công. Cha ông là Công tử Phát (公子发), còn gọi Tử Quốc (子国), là một trong Thất Mục nổi tiếng của nước Trịnh.
Đương thời, Tử Quốc làm chức Tư mã thời Trịnh Thành công và Trịnh Hy công, đến Trịnh Giản công năm thứ 3 (563 TCN), Tử Quốc và người chấp chính là Tử Tứ cùng bị địch thủ chính trị sát hại. Tử Sản lúc đó còn trẻ không sợ hãi, dẫn quân đi dẹp loạn, thể hiện được tài năng hơn người của mình.
Khoảng 9 năm sau, Tử Sản được phong làm Khanh, nhậm chức Thiếu chính, trong nhiều lần hoạt động ngoại giao, đối diện với nước mạnh láng giềng, ông có những biện pháp khéo léo, bảo vệ lợi ích của các nước nhỏ, tiếng tăm vang khắp các chư hầu. Năm Trịnh Giản công thứ 23 (543 TCN), Tử Sản làm đến Chính khanh, từ đó nắm giữ việc nước trong 21 năm. Để làm cho nước mạnh, Tử Sản đã tiến hành nhiều cuộc cải cách lớn lao.

## Thực hiện cải cách

### Cải cách chế độ ruộng đất
Chấp chính năm thứ nhất, công cuộc cải cách đầu tiên mà Tử Sản thực hiện đó là vấn đề ruộng đất. Ông vạch ra phương châm "ruộng có mương, vườn có giếng" (5 nhà chung 1 giếng), đem một số lượng lớn ruộng tư đương thời biên chế lại, vạch rõ giới hạn, xác định quyền tư hữu. Lúc đầu thực hiện biện pháp này, Tử Sản đã gặp nhiều sự phản đối, dư luận ca rằng "Lấy áo quần ta mà độn, lấy ruộng đất ta chia phân. Ai giết Tử Sản, cho ta dự phần".
Ba năm sau, khi thấy được thành quả lớn lao của sự đổi mới, dư luận lại ca: "ta được con cháu, nhờ Tử Sản dạy. Ta có ruộng nương, để Tử Sản trồng. Tử Sản mà chết, ai kế tục đây?". Việc cải cách ruộng đất do Tử Sản thực hiện đã thúc đẩy kinh tế ngày một đi lên.

### Cải cách chính trị
Chấp chính năm thứ hai, Tử Sản tiến hành cải cách chính trị. Tử Sản một mặt thu dụng hiền tài, một mặt thực thi chính sách công khai. Những con người có tài như Phùng Giản Tử, Công Tôn Huy, Tử Đại Thúc... ông đều dựa vào tài năng mà cho đảm nhiệm những chức vụ thích hợp. Còn con cái của cường hào, quan lại, đều là bất tài, ông quyết không cho làm quan. Có người kiến nghị cấm bỏ trường làng, không cho mọi người tụ tập ở trường làng mà bàn bạc chính sự, ông không tán thành, mà cứ để mọi người công khai phát biểu ý kiến của mình. Chính sách chính trị công khai của Tử Sản đã thu phục được lòng dân.

### Cải cách thuế ruộng và chế độquân đội
Tử Sản thực hiện việc này vào năm chấp chính thứ sáu. Ông yêu cầu mỗi khâu (= 16 tỉnh, mỗi tỉnh = 5 nhà) nông hộ xuất nộp 1 ngựa, 3 bò đẻ làm thuế nuôi quân. Cách lấy thuế này tương đối hợp lý cho sự gánh vác xã hội giữa người giàu và người nghèo, giúp tăng cường thực lực quân sự và cả về thu nhập tài chính cho quốc gia.

### Cải cách chế độpháp luật
Chấp chính năm thứ tám, Tử Sản cho đúc Hình thư, một loại sách về luật hình. Với cách này, Tử Sản đã đem những điều luật cho khắc trên đỉnh, công bố cho mọi ngườ đều biết, làm cho mọi người dân đều tôn trọng, hạn chế được những việc làm sai trái, thay đổi hẳn tình trạng không có chỗ dựa pháp luật trước đó. Vì thế có người tôn Tử Sản là cha đẻ của học phái Pháp gia.

## Nhận định
Trong thiên Hiến Vấn sách Luận ngữ, Khổng Tử nói về Tử Sản:
Tử Sản là con người khoan dung và rất yêu dân.
Trong Sử ký, thiên Hoạt kê liệt truyện, Tư Mã Thiên viết về 3 vị quan cai trị nổi tiếng thời Xuân Thu - Chiến Quốc:
"Tử Sản cai trị đất Trịnh, dân không thể dối; Tử Tiện trị đất Đan Phụ, dân không nỡ dối; Tây Môn Báo trị đất Nghiệp, dân không dám dối..."
Tử Sản là người thông minh nên dân không thể dối trá với ông; Tử Tiện nhân đức được dân cảm phục nên không nỡ dối, còn Tây Môn Báo rất nghiêm khắc nên dân sợ không dám dối. Mỗi người có phương pháp cai trị riêng, trong đó Tử Sản nổi lên là người tài trí rất cao.